# Gornje Planjane
Gornje Planjane falu Horvátországban Šibenik-Knin megyében. Közigazgatásilag Unešićhez tartozik. 1948-ig Donje Planjanéval Planjane néven egy települést alkotott.

## Fekvése
Šibeniktől légvonalban 24, közúton 39 km-re északkeletre, községközpontjától légvonalban 3, közúton 4 km-re északra Dalmácia középső részén a fekszik.

## Története
A középkorban a Kosevićai Szent János plébániához tartozó Dobričić falu állt ezen a területen. A šibeniki püspökség alapítása után 1298-ban a püspökséghez tartozó települések között Planjanét is említik. A környező településekkel együtt 1522-ben szállta meg a török és csak a 17. század végén szabadították fel a velencei seregek. A török uralom idején területe a Klisszai szandzsák része volt. Ebben az időszakban a keresztény hívek szolgálatát a visovaci ferences atyák látták el. A török uralom után a mirlovići plébániához került, majd 1856-ban az újonnan alapított unešići plébánia része lett és ma is hozzá tartozik. A település 1797-ben a Velencei Köztársaság megszűnésével a Habsburg Birodalom része lett. 1806-ban Napóleon csapatai foglalták el és 1813-ig francia uralom alatt állt. Napóleon bukása után ismét Habsburg uralom következett, mely az első világháború végéig tartott. Az első világháború után rövid ideig az Olasz Királyság, ezután a Szerb-Horvát-Szlovén Királyság, majd Jugoszlávia része lett. A falunak 1953-ban 592, 1981-ben 380, 2011-ben 166 lakosa volt.

## Lakosság
| Lakosság változása | Lakosság változása | Lakosság változása | Lakosság változása | Lakosság változása | Lakosság változása | Lakosság változása | Lakosság változása | Lakosság változása | Lakosság változása | Lakosság változása | Lakosság változása | Lakosság változása | Lakosság változása | Lakosság változása | Lakosság változása |
| ------------------ | ------------------ | ------------------ | ------------------ | ------------------ | ------------------ | ------------------ | ------------------ | ------------------ | ------------------ | ------------------ | ------------------ | ------------------ | ------------------ | ------------------ | ------------------ |
| 1857               | 1869               | 1880               | 1890               | 1900               | 1910               | 1921               | 1931               | 1948               | 1953               | 1961               | 1971               | 1981               | 1991               | 2001               | 2011               |
| 0                  | 0                  | 0                  | 0                  | 0                  | 0                  | 0                  | 0                  | 0                  | 592                | 613                | 542                | 380                | 277                | 214                | 166                |

## Nevezetességei
- Keresztelő Szent János tiszteletére szentelt római katolikus temploma 1974 és 1976 között épült modern stílusban Danko Lednić tervei szerint. Felszentelése 1976. július 24-én történt. A délszláv háború során a szerbek teljesen lerombolták. A háború után eredeti formájában építették újjá.[4]
- A Bogočin-hegyen 1934-ben nagy beton keresztet építettek, melyen a Fájdalmas Szűzanya képét helyezték el. 1940-ben villám csapott bele és súlyosan megrongálódott. 1968-ban a plébános javaslatára a helyén kápolnát építettek a Fájdalmas Szűzanya tiszteletére.[4]